# Walter Schoonjans
Walter Schoonjans (* 1. September 1956 in Gent) ist ein ehemaliger belgischer Radrennfahrer.

## Sportliche Laufbahn
Schoonjans war im Straßenradsport und im Bahnradsport aktiv. Als Amateur gewann er 1976 und 1978 zwei Etappen im Circuit Franco-Belge, 1976 und 1977 den Zesbergenprijs Harelbeke, 1977 eine Etappe in der Tour de Wallonie und das Eintagesrennen Gent–Wervik, 1978 den Omloop van de Westhoek, den Kattekoers und Gent–Wervik sowie eine Etappe in der Limburg-Rundfahrt. 
Von 1979 bis 1984 war Schoonjans als Berufsfahrer aktiv. Er begann im Radsportteam Kas als Radprofi. Schoonjans gewann 1980 und 1984 den Ruddervoorde Koerse, 1980 den Sint-Elooisprijs, 1981 und 1982 den Omloop van de Vlaamse Scheldeboorden und den Schaal Sels, 1983 den Nokere Koerse. Den Giro d’Italia 1983 beendete er nicht.
Auf der Bahn gewann Schoonjans 1978 die nationale Meisterschaft im Zweier-Mannschaftsfahren der Amateure mit Dirk Heirweg als Partner. Bei den Profis wurde er Vizemeister im Omnium 1980 hinter Ferdi Van Den Haute.